# Liste d'historiens
Cet article contient une liste d'historiens par époque.

## Antiquité

### Grecs
Par ordre chronologique :
- Hérodote d'Halicarnasse (v. 484-425 av. J.-C.)
- Thucydide (v. 465-v. 395 av. J.-C.)
- Xénophon (v. 430-v. 355 av. J.-C.)
- Hiéronymos de Cardia (v. 370-v. 265 av. J.-C.)
- Timée de Tauroménion (?-v. 260 av. J.-C.)
- Polybe (v. 200-v. 120 av. J.-C.)
- Diodore de Sicile (v. 90-v. 20 av. J.-C.)
- Denys d'Halicarnasse (v. 54 av. J.-C.-8 ap. J.-C.)
- Flavius Josèphe (37-v. 100)
- Plutarque de Chéronée (v. 45-125)
- Arrien de Nicomédie (v. 90-v. 140?)
- Appien d'Alexandrie (v. 95-?)
- Dion Cassius (v. 155-v. 235)
- Hérodien (165-255)

### Romains
- Cicéron (106 av. J.-C.-43 av. J.-C.)
- Caton l'Ancien (234 av. J.-C.- v. 149 av. J.-C.)
- Salluste (86 av. J.-C.-35 av. J.-C.)
- Jules César (101 av. J.-C.-44 av. J.-C.)
- Cornélius Népos (v. 99 av. J.-C.-v.  24 av. J.-C.)
- Tite-Live (59 av. J.-C. - 17 ap. J.-C.)
- Velleius Paterculus (19 av. J.-C. - 31 ap. J.-C.)
- Valère Maxime (Ier siècle)
- Quinte-Curce (Ier siècle)
- Tacite (55-120/135)
- Suétone (v. 70-125/160)
- Florus (? - ?), contemporain de Suétone
- Justin (? - ?), époque des Antonins

### Autres pays ou nations
- Sima Qian (Chine)
- Manéthon de Sebennytos (Égypte)
- Bérose (Mésopotamie)

### Antiquité tardive
- Histoire Auguste (IVe siècle)
- Dexippe (IIIe siècle)
- Lactance (v. 260-v. 325)
- Eusèbe de Césarée (v. 265– v. 340), prélat grec, écrivain, théologien et apologète chrétien. Père de l'histoire ecclésiastique. Ses écrits historiques ont une importance capitale pour la connaissance des trois premiers siècles de l'histoire chrétienne.
- Ammien Marcellin (v. 330- v. 395)
- Sulpice Sévère (v. 360-?)
- Eutrope (ante 363-post 378)
- Olympiodore de Thèbes (v. 380-v. 425)
- Paul Orose (v. 380-v. 417)
- Socrate de Constantinople (v. 380-post 439)
- Priscus (410/420-post 472)
- Eunape de Sardes (Ve siècle)
- Zosime (v. 460-?)
- Jean Malalas (v. 491-v. 578)
- Malchos de Philadelphie (Ve siècle)
- Candidus Isaurus (Ve siècle)

## Moyen Âge

### VIesiècle
- Cassiodore (sénateur) : contemporain et historien partisan du règne de Théodoric le Grand (493 – 526). Son œuvre est perdue, peut-être détruite par lui-même après la chute du royaume des Ostrogoths.
- Jordanès (v. 551) : historien des Goths ; il s'inspire largement de l'œuvre perdue de Cassiodore qu'il a consultée
- Saint Grégoire de Tours (v. 538-594) : Francs et de l'Auvergne
- Saint Gildas le Sage (v. 500-570) : Bretons
- Saint Isidore de Séville, (560-636) : Wisigoths
- Procope de Césarée (v. 500-565) : Byzantin, historien du règne de Justinien Ier
- Pierre le Patrice (v. 500-v. 565) : Byzantin
- Agathias le Scholastique (v.532-v. 580) : Byzantin
- Jean d’Éphèse (v. 507- post 585) : Syriaque
- Agathias de Myrina (v. 530-582/594) : Byzantin
- Evagrius le Scolastique (v. 536-post 594) : Byzantin
- Sozomène
- Théodoret de Cyr

### VIIesiècle
- Frédégaire (v. 630) : chroniqueur de Dagobert Ier
- Pseudo-Frédégaire : anonyme(s) continuateur(s) de Frédégaire et chroniqueur des Francs
- Bède le Vénérable (672-735) : historien des Angles
- Jean d’Antioche (VIIe siècle) : Byzantin
- Nicéphore Ier de Constantinople (v. 758-828) : Byzantin

### VIIIesiècle
- Paul Diacre, (v. 720-v. 799 : les Lombards ; auteur d'une histoire romaine
- Nennius, (v. 750) : les Bretons
- Éginhard ou Einhard, (v. 770-840) : chroniqueur des premiers Carolingiens et chroniqueur de Charlemagne
- Ermold le Noir (v. 790-838): poète en l'honneur de Louis le Pieux
- Nithard, (790/800-844) : fils de Louis le Pieux et petits-fils de Charlemagne
- Théophane le Confesseur (759-817/818) : Byzantin
- Georges le Syncelle (mort après 810) : Byzantin

### IXesiècle
- Flodoard (893/894-966) : annales sur la France, évêques de Laon
- Tabari (perse, 839-923)

### Xesiècle
- Liutprand de Crémone (v. 920-972) : Ottoniens
- Widukind de Corvey (v. 965), moine de l'abbaye de Corvey en Saxe, historien des Saxons et des règnes d'Otton Ier et de Henri Ier de Germanie.
- Dudon de Saint-Quentin (v. 970-av. 1043) : chanoine de Saint-Quentin, historien des ducs de Normandie : Rollon, Guillaume Longue Épée et Richard Ier
- Richer de Reims (fin du Xe siècle) : auteur d'une histoire de France (Historiae) pour la période de 888 à 995
- Léon le Diacre (950- v. 992) : Byzantin
- Georges le Moine (fl. sous le règne de Michel III : 842-867) : Byzantin
- Al-Biruni (v. 973-1048) : Perso-arabe

### XIesiècle
- Raoul Glaber (v. 1000) : surtout connu pour avoir décrit son époque dans une dimension eschatologique ; il est la cause de ce que l'historiographie a longtemps eu un point de vue erroné sur l'existence de supposées peurs de l'an Mil.
- Guibert de Nogent (v. 1055-v. 1125) : considéré comme un précurseur, par son recours aux sources à la fois écrites, orales et matérielles, par leur recoupement mutuel et par son approche critique de leur contenu.
- Aimé du Mont-Cassin : écrit v. 1073/1080 une Histoire des Normands
- Adam de Brême, écrit v. 1075 une Histoire ecclésiastique en quatre livres dans laquelle il traite de la propagation de la foi chrétienne dans le nord de l'Allemagne
- Gallus Anonymus, écrit la première chronique de l'histoire de Pologne
- Orderic Vital (1070-v. 1142), historien des mondes normands
- Guillaume de Malmesbury (v. 1090-v. 1143), historien de l'Angleterre, en particulier sous Étienne d'Angleterre
- Geoffroy de Monmouth (1095-1155), Histoire des rois de Bretagne
- Michel Psellos (1018-1078) : Byzantin
- Michel Attaliatès (v. 1022-post 1085) : Byzantin
- Nicéphore Bryenne (1062-1137) : Byzantin
- Jean Skylitzès (v. 1040-début du XIIe siècle) : Byzantin

### XIIesiècle
- Svendl Aagesen (danois)
- Ambroise d'Évreux : chronique sur la guerre sainte
- Geoffroi de Villehardouin (1148-v. 1213) : chroniqueur de la conquête de Constantinople par les croisés (La Conquête de Constantinople)
- Robert de Clari : chroniqueur de la conquête de Constantinople
- Guillaume de Tyr (v. 1150-1185) : chroniqueur des croisades
- Saxo Grammaticus (v. 1160-ap. 1208), chroniqueur des Danois
- Guibert de Nogent, historien de la première croisade.
- Guillaume Le Breton (v. 1165-1226) : biographe de Philippe II Auguste
- Rigord (v. 1145 - v. 1209) : moine, médecin et chroniqueur
- Snorri Sturluson (Islandais) (v. 1179-1241)
- Anne Comnène (1083-v. 1153) : Byzantine
- Jean Zonaras (fin du XIe siècle-v. 1160) ; Byzantin
- Michel Glycas (1125-1204) : Byzantin
- Jean Cinnamus (v. 1143-post 1185) : Byzantin
- Nicétas Choniatès, dit Akominatos (v. 1155-1215/1216) : Byzantin

### XIIIesiècle
- Bar Hebraeus (Aboul Faradj, arabe, 1226-1286)
- Aboulféda (Aboul Féda, arabe, 1273-1331)
- Jean de Joinville (1225-1317) : biographe de saint Louis
- Guillaume de Nangis
- Bernard Gui (1261-1331) : dominicain français, évêque, connu pour son rôle d'inquisiteur, fut aussi un historien et hagiographe important de son temps
- Jean le Bel (v. 1290-1370)
- Ramon Muntaner, mémorialiste catalan : sa Chronique retrace les aventures de la compagnie des Almogavres, passés en Grèce sous la direction de Roger de Flor, ainsi que l'histoire catalane à la charnière du XIIIe et du XIVe siècle.
- Héthoum de Korikos, Fleur des histoires de la terre d'Orient, récit dicté en français par un historien arménien à la demande du pape Clément V.
- Georges Acropolite (1217-1282) : Byzantin
- Georges Pachymère (1242-v. 1310) : Byzantin
- Recueil des historiens des croisades

### XIVesiècle
- Christine de Pizan (v. 1364-v. 1431) : chroniqueur du règne de Charles V
- Jean Froissart (v. 1337-ap. 1404)
- Le Bourgeois de Paris : chroniqueur de la guerre de Cent Ans
- Guillaume Gruel
- Guillaume de Saint-André : biographe du duc de Bretagne Jean IV
- Pierre Le Baud
- Ibn Khaldoun (arabe, 1332-1406) (Al Andalus, Maghreb et Égypte). Père de la méthode historique moderne fondée sur les cycles.
- Jean II Jouvenel des Ursins (1388-1473), chroniqueur du règne de Charles VI
- Jean de Tynemouth : chronique (vers 1350) Historia Aurea, histoire du monde, de sa création à l'année 1347
- Domenico da Gravina, chroniqueur du royaume de Naples, mort vers 1350
- Jean VI Cantacuzène (v. 1295-1383) : Byzantin
- Nicéphore Calliste Xanthopoulos (ante 1256-v. 1335) : Byzantin
- Nicéphore Grégoras (v. 1290-1360) : Byzantin

### XVesiècle
- Georges Chastelain (1405-1475) : chroniqueur des ducs de Bourgogne
- Philippe de Commines (1447-1511) : biographe de Louis XI
- Nicole Gilles (?-1503)
- Jacques de Mailles (1475-v. 1540) : biographe du chevalier Bayard
- Olivier de La Marche (1426-1502) : chroniqueur de la maison de Bourgogne
- Enguerrand de Monstrelet (v. 1390-v. 1453) : chroniqueur des ducs de Bourgogne
- Doukas (v. 1400-post 1462)
- Georges Sphrantzès (1401-1478) : Byzantin
- Laonicos Chalcondyle (v. 1423-v. 1490) : Byzantin

Voir aussi : Encyclopédie de l'Histoire - Historiographie médiévale - Université de Louvain

## Époque moderne

### XVIesiècle
- Aegidius Tschudi (suisse germanophone, 1505-1572) : origines de l'Allemagne
- Jacques Amyot (1513-1593) : Grecs et Romains célèbres
- Uberto Foglietta (1518-1581)
- Étienne Pasquier (1529-1615)
- Claude Fauchet (1530-1602)
- Scipione Ammirato (1531-1601)
- Théodore Agrippa d'Aubigné (1552-1630) : luttes religieuses du règne de Henri II au règne d'Henri IV
- Pierre Pithou (1539-1596)
- Lancelot Voisin de La Popelinière, dit Lancelot de La Popelinière (v. 1541-1608) : théoricien de l'Histoire et auteur d'Histoires des guerres de Religion
- Pierre de L'Estoile (1546-1611) : chroniqueur du règne de Henri III et d'Henri IV
- Jacques Auguste de Thou (1553-1617)
- Charles Philippe d'Albert, duc de Luynes (1578-1621)
- Fernando de Alva Cortés Ixtlilxochitl (mexicain, 1578?-1648)
- Chimalpahin Cuauhtlehuanitzin (mexicain, 1579-1660)
- Maria Bartola : première historienne de Mexico

### XVIIeetXVIIIesiècles
- Moh'hammed ben Abi el Raïni K'aïrouāni (16??-1698)
- Edward Hyde Clarendon (1609-1674)
- François Eudes de Mézeray (1610-1683)
- Ireneo della Croce (1625-1713)
- Jacques-Bénigne Bossuet (1627-1704) : historien ecclésiastique
- Jean Mabillon (1632-1707) : historien ecclésiastique
- Philippe de Courcillon, marquis de Dangeau (1638-1720), qui laisse un journal très factuel
- Claude de Fleury (1640-1723)
- Louis Moréri (1643-1680)
- Gilbert Burnet (1643-1715)
- Pierre Bayle (1647-1706)
- Père Daniel (1649-1728)
- Henri de Boulainvilliers (1658-1712)
- Charles Rollin (1661-1741)
- Louis de Rouvroy, duc de Saint-Simon (1675-1755) : auteur de Mémoires peu objectifs mais pleins de finesse
- Francesco Valletta (1680-1760)
- François-Marie Arouet, dit Voltaire (1694-1778)
- René-Louis de Voyer de Paulmy d'Argenson (1694-1757)
- David Hume (1711-1776)
- Abbé Raynal (1713-1796)
- Tobias George Smollett (1721-1771)
- William Robertson (1721-1793)
- Oliver Goldsmith (1728-1774)
- Edward Gibbon (1737-1794)
- Nicolas de Condorcet (1743-1794)
- Anne Pérard (1743-1829)
- Stéphanie Félicité du Crest de Saint-Aubin, comtesse de Genlis (1746-1830)
- William Godwin (1756-1836)
- Carlo Giuseppe Guglielmo Botta (1766-1837)

## Époque contemporaine

### XXesiècle

#### Préhistoriens
- Marc Azéma : art préhistorique (l'art en mouvement)
- Émile Cartailhac (1845-1921)
- Raymond Furon
- André Leroi-Gourhan (1911-1986)
- Marcel Otte

#### Antiquisants
- Viviane Baesens
- André Bonnard (1888-1959)
- Jean Bottéro (1914-2007)
- Pierre Briant
- Peter Brown (1935)
- Jérôme Carcopino (1881-1970)
- Paul Cartledge
- André Chastagnol
- Michel Christol
- Jean-Michel David
- Victor Duruy
- Paul-Marie Duval
- Roland Étienne
- Moses Finley
- Virginie Girod : antiquité romaine
- Pierre Grimal
- François Hinard
- Frédéric Hurlet : Monde romain, passage de la République romaine à l'Empire, et haut-Empire romain)
- Werner Jaeger
- Sylvain Janniard
- Serge Lancel
- Bertrand Lançon
- Claude Lepelley
- Yann Le Bohec
- Marcel Le Glay
- Patrick Le Roux : Empire romain et la péninsule ibérique à l'époque romaine)
- Pierre Lévêque
- Edmond Lévy
- Alain Malissard (1936-2014) : Rome antique
- Pierre Maraval
- Henri-Irénée Marrou
- Luc Mary
- Simon Claude Mimouni
- Claude Mossé
- Karl Otfried Müller
- Claude Nicolet
- Paul Petit
- Anton Powell
- Gösta Säflund
- Marcel Simon (historien)
- Robert Turcan
- Jean-Pierre Vernant
- Paul Veyne : sociétés romaines
- Pierre Vidal-Naquet
- Karl August Wittvogel
- Abram Ranovich
- Edouard Will

#### Médiévistes
- Girolamo Arnaldi (1929-2016) : Italie médiévale
- Martin Aurell (1958-2025) : histoire des Plantagenêts et de la France médiévale
- Dominique Barbe : histoire du christianisme à l’époque du Haut Moyen Age
- Michel Balard : Génois en Orient, Orient latin
- Dominique Barthélemy (1953) : société féodale
- Robert-Henri Bautier (1922-2010) : diplomatique, société féodale
- Marc Bloch (1886-1944) : société féodale, mentalités
- Didier Boisseuil (1966) : Italie médiévale
- Pierre Bonnassie (1932-2005) : sociétés féodales méridionales
- Peter Brown (1935) : christianisme de l'Antiquité tardive et du haut Moyen Âge
- Paolo Cesaretti (1957) : empire Byzantin
- Jacques Chiffoleau (1951) : institutions, droit et religion
- Michael T. Clanchy  culture de l’Écrit, Angleterre
- Yves-Marie Congar (1904-1995) : théologie, Église et société
- Philippe Contamine (1932-2022) : guerre et de la noblesse à la fin du Moyen-Âge
- Gérard Dédéyan : byzantiniste, Arménie médiévale, chrétiens d'Orient
- Robert Delort (1932) : commerce, économie
- Georges Duby (1919-1996) : économie et sociétés dans l'Occident médiéval
- Robert Fossier (1927-2012) : économie et sociétés dans l'Occident médiéval
- Arsenio Frugoni (1914-1970) : Église et société
- Claude Gauvard (1942) : Justice à la fin du Moyen Âge
- Léopold Génicot (1914-1995) : Moyen Âge et Wallonie
- Johan Huizinga (1872-1945) : société, mentalités, fin du Moyen âge
- Ernst Kantorowicz (1895-1963) : droit et institutions politiques
- Stephan Kuttner (1907-1996) : droit canonique
- Gavin I. Langmuir (1924-2005) : antisémitisme, persécutions
- Jacques Le Goff (1924-2014) : anthropologie, mentalités
- Fanny Madeline (1979) : histoire des Plantagenêts
- Robert I. Moore (1941) : société et politique à l'époque féodale ; persécutions, notamment contre les hérétiques ; histoire du monde
- Raffaello Morghen (1896-1983) : politique et religion ; Italie et papauté
- Agostino Paravicini Bagliani (1943) : papauté
- Michel Pastoureau (1947) : symbolique, couleurs, emblèmes, héraldique
- Jean-Marie Pesez (1929-1998) : archéologie
- Henri Pirenne (1862-1935) : commerce et villes
- Edmond Pognon (1911-2007) : représentation politique, société, institutions publiques
- Gaines Post (1902-1987) : représentation politique, droit, institutions publiques
- Jean Richard (1921-2021) : Bourgogne, Orient latin, Chypre, croisades
- Jacques Rossiaud (1932) : sexualité ; histoire de la navigation fluviale ; histoire de Lyon
- Emmanuelle Santinelli (1965) : histoire des femmes, genre, couple
- Percy Ernst Schramm (1894-1970) : institutions politiques ; empire germanique
- Richard W. Southern (1912-2001) : Église, pouvoirs et société
- Brian Stock (1939) : écrit, culture et société
- Pierre Toubert (1932) : Italie médiévale, société au temps carolingiens, sociétés féodales méridionales
- Walter Ullmann (1910-1983) : gouvernement, papauté, droit
- Jean Verdon (1937-) : histoire des mentalités, Être chrétien au Moyen Âge
- Stéphanie Vincent (1977-) : littérature médiévale
- Paul Zumthor (1915-1995) : littérature médiévale
- Monique Zerner (1935) : hérésies, croisade albigeoise, comtat Venaissin
- Michel Zink (1945) : littérature médiévale

#### Modernistes
- Michel Antoine (1925-2015)
- Philippe Ariès (1914-1984)
- Marc Belissa
- Lucien Bély
- Bartolomé Bennassar : pays hispanophones
- Jean Bérenger
- Yves-Marie Bercé
- François Bluche
- Henry Bogdan : pays de l'est
- Fernand Braudel : histoire des temporalités ; capitalisme à l'époque moderne. Proche de l'école des Annales, initiateur de la géo-histoire
- Pierre Chaunu : Amérique espagnole, histoire sociale et religieuse de la France de l'Ancien Régime
- Joëlle Chevé : société d'Ancien Régime
- Joël Cornette
- Bernard Cottret : Angleterre
- Monique Cottret
- Jean Delumeau
- Jacques Droz : Allemagne.
- Jeroen Duindam
- Arlette Farge
- Lucien Febvre
- Michel Foucault
- Janine Garrisson
- Ralph E. Giesey
- Jacques Godechot : doyen de la Faculté des Lettres et Sciences humaines à Toulouse.
- Pierre Goubert
- Ranajit Guha
- Frédéric Hulot
- Arlette Jouanna : spécialiste du XVIe siècle, histoire du protestantisme, histoire de la noblesse
- Wolfgang Kaiser
- André Latreille
- Jean-Luc Le Cam : Allemagne
- Georges Lefebvre
- Emmanuel Le Roy Ladurie
- Evelyne Lever
- Maurice Lever
- Charles Loeser : américain installé à Florence
- Robert Mandrou
- Pierre Martin
- Bruno Molajoli (1905-1985, italien)
- Hugues Neveux
- Robert Roswell Palmer (américain, 1909-)
- Edward P. Thompson (britannique)
- Jean-Christian Petitfils
- Albert Soboul
- Serge Kurschat
- Eliane Viennot
- Pierre Vilar
- Natalie Zemon Davis

#### Contemporanéistes
- Maurice Agulhon
- Frank Attar
- Jean-Pierre Azéma
- Paul Bairoch
- Francis Balace : royauté belge
- Christine Bard
- François Bédarida
- Heliane Bernard
- Serge Berstein : radicalisme ; Troisième République ; cultures politiques
- Corinne Bonafoux
- Philippe Boutry
- Philippe Brunet : Asie du Sud-Est
- Hélène Carrère d'Encausse : Russie et URSS
- Rémy Cazals
- François Cochet
- Alain Corbin : France du XIXe siècle ; histoire des sensibilités
- Georgette Elgey : Quatrième République
- Claude Fohlen : Amérique du Nord
- François Furet : Révolution française
- Jean Garrigues
- René Girault
- Patrice Gueniffey: Révolution Française, études napoléoniennes
- Henri Guillemin
- Bruce Barrymore Halpenny (britannique) : Seconde Guerre mondiale Royal Air Force
- Eric Hobsbawm (britannique) : idées politiques contemporaines et du marxisme
- Arnaud-Dominique Houte (français) : histoire de la sécurité dans la société française contemporaine
- Dominique Kalifa : histoire du crime et ses représentations au XIXe siècle
- Jean Kambayi Bwatshia (congolais)
- George F. Kennan (américain)
- Ian Kershaw (britannique)
- Simon Kitson
- Andreï Korotaïev (russe)
- Ginette Kurgan-van Hentenryk : histoire économique et sociale, relations internationales de la Belgique, histoire des femmes
- Annie Lacroix-Riz
- Mathilde Larrère : historienne des révolutions et du maintien de l'ordre
- Christophe Lucand
- Xavier Mabille : politique belge
- Antoine Marès : Europe Centrale
- Pierre Milza : relations internationales au XXe siècle ; Italie et France aux XIXe et XXe siècles
- Pierre Miquel
- Isidore Ndaywel è Nziem : histoire de la république démocratique du Congo
- Pierre Nora : sentiment national, mémoire, métier d'historien
- Jean-Marc Olivier : histoire économique, monde nordique, aéronautique
- Pascal Ory
- Mona Ozouf : Révolution française, fête révolutionnaire
- Robert O. Paxton (américain) : la France de Vichy
- Jean Pariseau
- Michelle Perrot
- Jean-Pierre Rioux : France de la seconde moitié du XXe siècle
- Yannick Ripa
- René Rémond
- Pierre Renouvin
- Henry Rousso : Seconde Guerre mondiale, du régime de Vichy, et de la mémoire
- Charles Seignobos : France contemporaine ; méthode historique. Chef de l'école méthodique
- Albert Soboul : Révolution française
- Benoit Pellistrandi
- Shlomo Sand
- Alexander-Martin Sardina (allemand et italien): historien de l’éducation
- Jean-François Sirinelli : France du XXe siècle et de l'histoire culturelle et politique française
- Jean Stengers : histoire de Belgique et du Congo belge
- Zeev Sternhell
- Étienne Taillemite : histoire maritime française
- Jean Touchard
- Jean Tulard : épopée napoléonienne
- Maurice Vaïsse : relations internationales
- Frans van Kalken
- Laurence Van Ypersele : Première guerre mondiale
- Jean Vigreux
- Emmanuel de Waresquiel
- Germaine Willard
- Michel Winock

#### École des Annales
- Marc Bloch
- Fernand Braudel
- Pierre Chaunu
- Jean Delumeau
- Georges Duby
- Lucien Febvre
- Marc Ferro
- Pierre Goubert
- Jacques Le Goff
- Emmanuel Le Roy Ladurie
- Robert Mandrou
- Jean-Marie Pesez
- Pierre Vilar